# Stockholm (musikalbum)
Stockholm är det första soloalbumet av The Pretenders frontfigur Chrissie Hynde, utgivet i juni 2014 på Caroline Records.

## Bakgrund
Titeln syftar på att albumet spelades in i Stockholm. När Svenska Dagbladet frågade Hynde varför hon valde just Stockholm svarade hon:
"Jag träffade helt enkelt producenten Björn Yttling (basisten i Peter, Björn & John) och vi beslöt att göra någonting tillsammans. Eftersom studion ligger i Stockholm var jag tvungen att ta mig dit. Men jag tyckte mycket om det. Min förläggare spelade upp saker som Björn gjort och alla skriver ju tillsammans nu för tiden. Det är roligare än att skriva ensam."

## Låtlista
Alla låtar är skrivna och komponerade av Chrissie Hynde och Björn Yttling, utom "Like in the Movies" och "Adding the Blue" av Hynde och Joakim Åhlund. 
| Nr  | Titel                    | Längd |
| --- | ------------------------ | ----- |
| 1.  | You or No One            | 3:40  |
| 2.  | Dark Sunglasses          | 3:05  |
| 3.  | Like in the Movies       | 3:16  |
| 4.  | Down the Wrong Way       | 3:37  |
| 5.  | You're the One           | 2:50  |
| 6.  | A Plan Too Far           | 3:13  |
| 7.  | In a Miracle             | 3:59  |
| 8.  | House of Cards           | 3:51  |
| 9.  | Tourniquet (Cynthia Ann) | 2:41  |
| 10. | Sweet Nuthin'            | 3:00  |
| 11. | Adding the Blue          | 4:38  |

## Listplaceringar
- Storbritannien, UK Albums Chart #22[3]
- Sverige, Sverigetopplistan #43[4]
- USA, Billboard 200 #36[5]